# Pycnostega obscura
Pycnostega obscura là một loài bướm đêm trong họ Geometridae.